# Bugatti Type 53

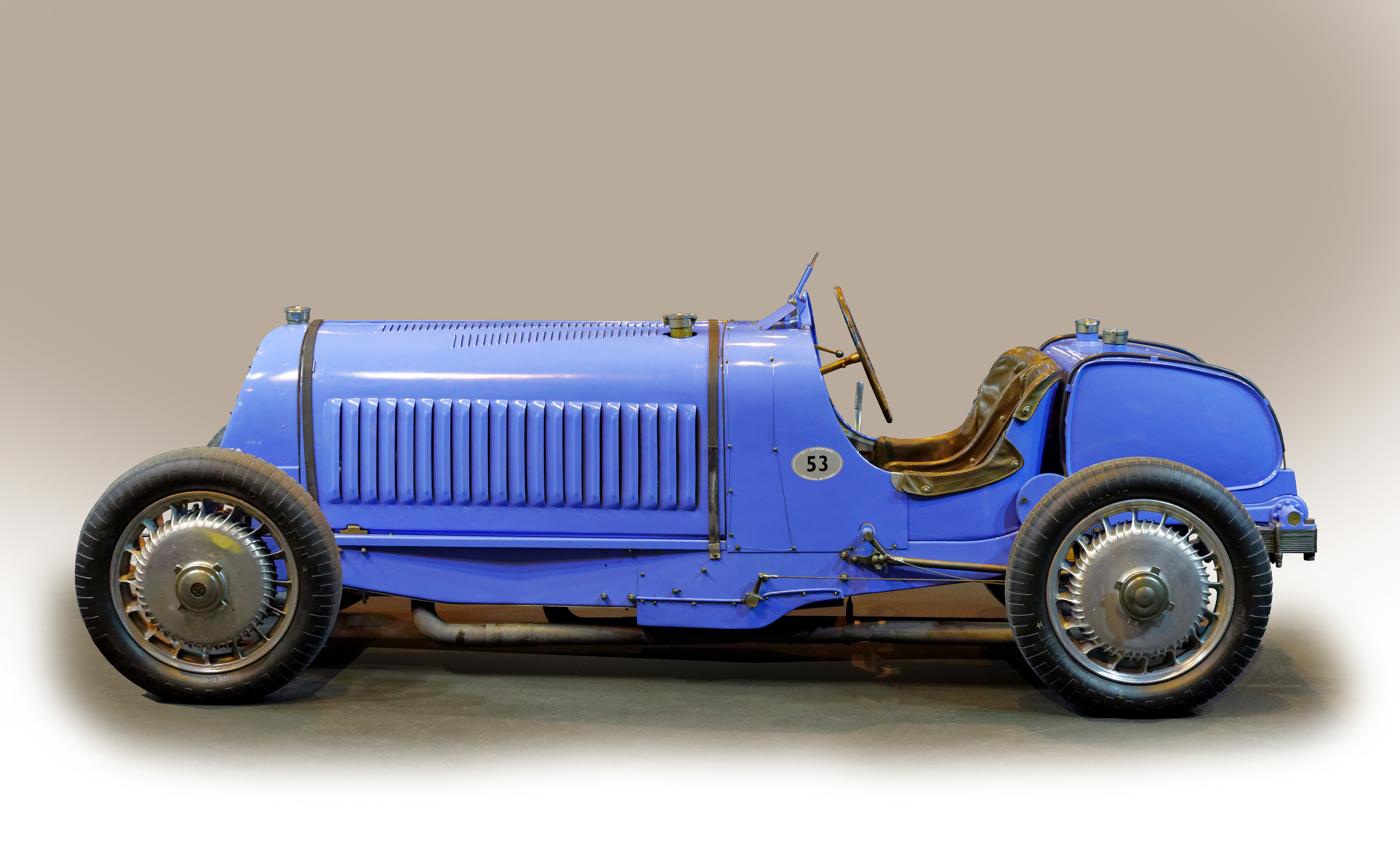
Seitenansicht

Der Bugatti Type 53 ist ein Rennwagen. Hersteller war Bugatti aus Frankreich.

## Beschreibung
Der Type 53 ist das einzige Modell der alten Marke Bugatti mit Allradantrieb. Die Entwicklung dauerte zwei Jahre und war 1932 abgeschlossen. Jean-Albert Grégoire, der Erfahrungen mit Frontantrieb hatte, war dabei behilflich.
Ein für Bugatti typischer Achtzylinder-Reihenmotor ist vorne im Fahrzeug eingebaut. 86 mm Bohrung und 107 mm Hub ergeben 4972 cm³ Hubraum. Die Kurbelwelle ist neunfach gelagert. Jeder Zylinder hat ein Einlassventil und ein Auslassventil. Außerdem hat der Motor DOHC-Ventilsteuerung und einen Roots-Kompressor. Die Leistung ist mit 300 PS angegeben. Der wassergekühlte Motor kommt in gleicher Form auch im Type 50 und Type 54 zum Einsatz.
Das Fahrgestell hat entweder 250 cm oder 260 cm Radstand und 125 cm Spurweite. Die Fahrzeuge sind 385 cm lang und 150 cm breit. Das reine Fahrgestell wiegt 940 kg, im Gegensatz zu 750 kg beim Type 54 mit Hinterradantrieb. Durch das hohe Gewicht speziell im vorderen Bereich des Fahrzeugs ist die Lenkung extrem schwergängig. Die offene Karosserie bietet Platz für zwei Personen nebeneinander. Eine Quelle gibt als Leergewicht 1300 kg an.
Optisch unterscheidet sich das Fahrzeug von anderen Bugattis. Der Kühlergrill ist leicht schräggestellt, breiter und senkrecht geteilt. Die Seiten der Motorhaube haben viele Schlitze zur Entlüftung. Der Kraftstofftank befindet sich ohne Verkleidung hinter den Sitzen.

## Motorsport
Ein Start beim Großen Preis von Monaco 1932 war geplant, aber letztlich trat Bugatti doch mit anderen Fahrzeugen an. Der Type 53 wurde nur bei Bergrennen eingesetzt. Albert Divo fuhr am Mont Ventoux. Im Mai 1932 fuhr Jean-Pierre Wimille Bestzeit beim Bergrennen Nizza–La Turbie. Louis Chiron und René Dreyfus stellten 1932 und 1934 einige Streckenrekorde auf.

## Stückzahlen
Bugatti stellte zwei Komplettfahrzeuge her. Uwe Hucke montierte nach dem Zweiten Weltkrieg aus Einzelteilen ein drittes Fahrzeug. Alle sind erhalten geblieben.
Eine andere Quelle nennt zwei Fahrzeuge mit den Fahrgestellnummern 53-001 und 53-002.